# Maurya walkeri
Maurya walkeri är en insektsart som beskrevs av Atkinson 1886. Maurya walkeri ingår i släktet Maurya och familjen hornstritar. Inga underarter finns listade i Catalogue of Life.